# Phragmatopoma digitata
Espèce
Phragmatopoma digitata est une espèce de vers marins polychètes de la famille des Sabellariidae.

## Description
Phragmatopoma digitata mesure entre 20 et 35 mm de longueur pour une largeur comprise entre 3 et 3,5 mm.

## Taxonomie
Le nom valide complet (avec auteur) de ce taxon est Phragmatopoma digitata Rioja (d), 1962.
L'espèce a été initialement classée comme sous-espèce de Phragmatopoma moerchi sous le protonyme Phragmatopoma moerchi digitata Rioja, 1962,.
Phragmatopoma digitata a pour synonyme :
- Phragmatopoma moerchi digitata Rioja, 1962

### Étymologie
Son épithète spécifique, dérivé du latin digitus, « doigt », fait référence aux filaments chitineux qui donnent un aspect pectiné.

### Publication originale
- (es) Enrique Rioja, « Estudios anelidologicos. XXVI. Algunos anelidos poliquetos de las costas del Pacifico de Mexico », Anales del Instituto de Biologia, Mexique, vol. 33, nos 1-2,‎ 1962, p. 131-229 (lire en ligne, consulté le 22 août 2024).